# قاعدة معرفة

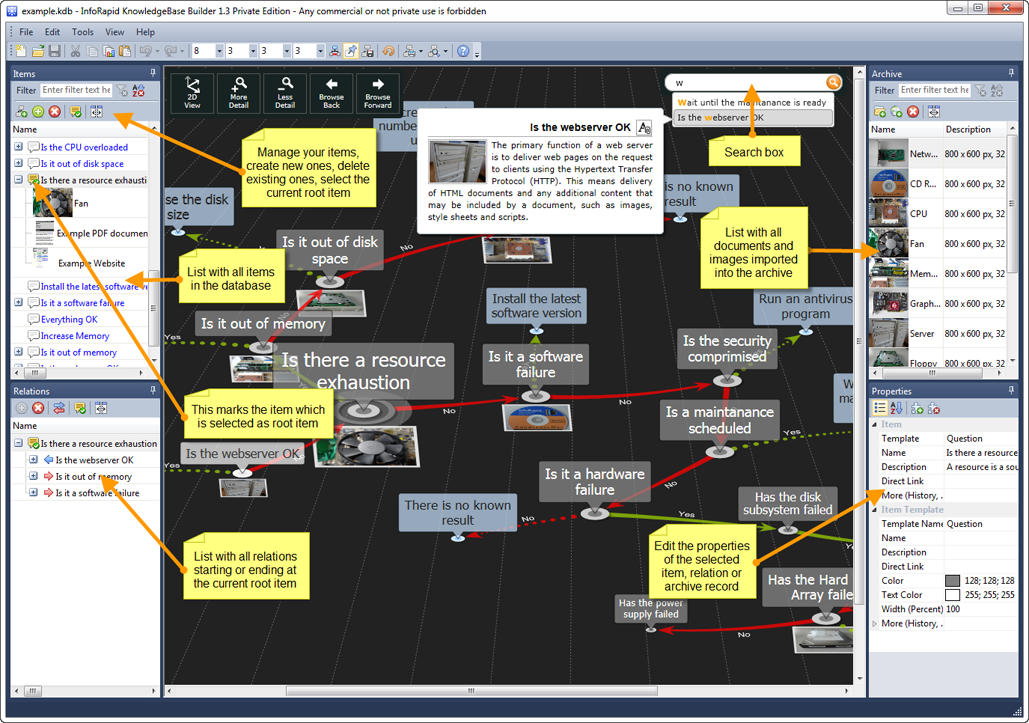

قاعدة المعرفة هي نوع من أنواع قواعد البيانات لإدارة المعرفة. قواعد المعرفة هي مخزن للمعلومات التي توفر وسيلة لجمع المعلومات وترتيبها ونشرها والبحث فيها والانتفاع منها. ويمكن أن تكون على شكل قابل للقراءة إلكترونيًا أو تكون للاستخدام البشري فقط.

## اقرأ أيضا
- طلال أبو غزالة
- تقانة المعلومات
- اقتصاد المعرفة
- إدارة المعرفة
- مشاركة المعرفة
- نظم العمل المعرفي